# 汤米·泰勒 (？)
汤米·泰勒（英語：Tommy Taylor，？—），英国男子射箭、草地滚球、斯诺克、乒乓球、田径运动员。他曾代表英国参加1960年、1964年、1968年、1972年、1976年、1980年和1984年夏季残疾人奥林匹克运动会，获得十枚金牌、一枚银牌和五枚铜牌。